# Abazinia

Bandera de Abazinia.

Abazinia (en ruso: Абазиния), Abasia, Abazashta (Абазашта) o Abaza (Абаза) es un distrito histórico de la zona noroccidental del Gran Cáucaso, hoy la parte norte de la república de Karacháevo-Cherkesia, en Rusia. Abazinia es la nación de los abasios, pueblo emparentado con los abjasios que hablan el idioma abaza.
Abazinia fue antiguamente una parte del Reino de Abjasia. Los ancestros de los abasios fueron los sadz, que vivían en el Mar Negro, pero fueron forzados a establecerse en las montañas por la presión de los ubijos. Entre el siglo XVI y XVIII, Abazinia fue parte de Kabardia, y sufrió frecuentes incursiones del Janato de Crimea. Desde el siglo XIX, Abazinia formó parte del Imperio ruso. Durante los dominios de los cabardinos, rusos y crimeanos, algunos abasios fueron obligados a abandonar sus tierras.

## Tiempos modernos
El poder soviético fue proclamado en la zona en 1918. Desde el 1 de abril de 1918 Abazinia fue parte de la República Soviética de Kubán, a partir del 28 de mayo de la República Soviética del mar Negro y Kuban. Desde el 5 de julio hasta diciembre de 1918 formó parte de la República de la Montaña del Norte del Cáucaso. Desde el 20 de enero de 1921, formó parte de la República Autónoma Soviética Montañesa, y desde el 12 de enero de 1922 formó parte del Óblast autónomo Karachái-Cherkeso, del Krai del Sudeste. Desde el 26 de abril es parte del Oblást Autónomo de Cherkesia dentro del Krai de Stávropol. finalmente, desde el 9 de enero de 1957 es parte del restablecido Óblast autónomo Karachái-Cherkeso dentro del Krai de Stávropol.
Entre 1990 y 1991, el movimiento nacional abasio Adguilara («Адгылара») y Apsadghil («Апсадгъыл»), así como el Congreso Abasio y Circasiano, reclamaron una región nacional para los abasios. Se propusieron las Repúblicas Circasiano-Abasia y Nogai-Abasia fuera del dominio de los karachais, pero no se consiguió un consenso. 
En el congreso de diputados abasios de noviembre de 1991, se proclamó la República de Abazinia con la capital en el aul de Psizh. La república no fue reconocida por las autoridades de la RSFS de Rusia. Abazinia permaneció siendo parte de Karacháevo-Cherkesia, que alcanzó el estatus de república el 30 de noviembre de 1990.
En enero de 1995 el congreso de pueblos abasios proclamó el "Distrito Nacional" dentro del Krai de Stávropol. El 27 de junio de 2005, en un congreso especial de los pueblos abasios reunió a los dirigentes de 13 auls abasios, localizados en 5 distritos diferentes de Karacháevo-Cherkesia, acordando separarse de sus respectivos distritos y unirse en el Okrug de Abazinia. El 25 de diciembre de 2005, la población de Abazinia realizó un referéndum por el que se aprobó por un 99 % de los votos la creación de ese distrito. El 1 de julio de 2006, el primer ministro de la Federación Rusa aprobó por decreto el distrito con su capital en Psizh. Los municipios de Psizh, Elburgan, Inzhich-Chukún, Kubina y Kara-Pago pasaron desde el raión Prikubanski, raión de Ust-Dzhegutá y raión de Jabez. El raión de Abasia se espera sea creado el 1 de enero de 2009.